# Troféu Cidade de Jesolo de 2022
O Troféu Cidade de Jesolo de 2022 foi a 13ª competição anual de ginástica do Trofeo di Jesolo realizada em Jesolo, Itália. Ambos os ginastas seniores e juniores foram convidados a competir. As duas edições anteriores da competição foram canceladas devido à pandemia global de COVID-19.

## Medalhistas
| Evento              | Ouro | Prata | Bronze |
| Sênior              | Sênior | Sênior | Sênior |
| ------------------- | --- | --- | --- |
| Equipes             | Estados Unidos · eMjae Frazier · Shilese Jones · Konnor McClain · Zoe Miller · Elle Mueller ·                  | Itália · Angela Andreoli · Alice D'Amato · Asia D'Amato · Martina Maggio · Veronica Mandriota · Giorgia Villa          | Canadá · Ellie Black · Laurie Denommee · Jenna Lalonde · Cassie Lee · Ava Stewart ·                                 |
| Individual geral    | Konnor McClain (USA)                                                                                           | Asia D'Amato (ITA) | Martina Maggio (ITA)                                                                                                |
| Salto               | Coline Devillard (FRA)                                                                                         | Asia D'Amato (ITA) | Ellie Black (CAN)                                                                                                   |
| Barras assimétricas | Zoe Miller (USA)                                                                                               | Shilese Jones (USA) | Giorgia Villa (ITA)                                                                                                 |
| Trave               | Konnor McClain (USA)                                                                                           | Martina Maggio (ITA)                                                                                                   | Shilese Jones (USA)                                                                                                 |
| Solo                | Konnor McClain (USA)                                                                                           | eMjae Frazier (USA) | Ioana Stănciulescu (ROU)                                                                                            |
| Júnior              | | | |
| Equipes             | Estados Unidos · Madray Johnson · Myli Lew · Zoey Molomo · Ella Murphy · Tiana Sumanasekera · Gabby Van Frayen | Itália · Giulia Antoniotti · Chiara Barzasi · Arianna Belardelli · Alessia Guicciardi · July Marano · Viola Pierazzini | Itália (Sigoa) · Matilde Ferrari · Emma Fiorvanti · Caterina Gaddi · Arianna Grillo · Naomi Pazon · Letizia Saronni |
| Individual geral    | Tiana Sumanasekera (USA)                                                                                       | Madray Johnson (USA)                                                                                                   | Myli Lew (USA) |
| Salto               | Tiana Sumanasekera (USA)                                                                                       | Zoey Molomo (USA) | Sabrina Voinea (ROU)                                                                                                |
| Barras assimétricas | Helen Kevric (GER)                                                                                             | Madray Johnson (USA)                                                                                                   | Myli Lew (USA) |
| Trave               | Tiana Sumanasekera (USA)                                                                                       | Madray Johnson (USA)                                                                                                   | Amalia Ghigoarta (ROU)                                                                                              |
| Solo                | Tiana Sumanasekera (USA)                                                                                       | Zoey Molomo (USA) | Helen Kevric (GER)                                                                                                  |

## Resultados

### Sênior

#### Equipes
| Pos.              | Equipe             |            |            |            |            | Total   |
| ----------------- | ------------------ | ---------- | ---------- | ---------- | ---------- | ------- |
| Medalha de ouro   | Estados Unidos     | 42.000 (1) | 41.899 (1) | 40.833 (1) | 39.333 (2) | 164.065 |
| Medalha de ouro   | eMjae Frazier      | 13.867     |            | 12.933     | 13.367     | 164.065 |
| Medalha de ouro   | Shilese Jones      | 14.033     | 14.133     | 13.467     | 12.100     | 164.065 |
| Medalha de ouro   | Konnor McClain     | 14.100     | 13.733     | 13.933     | 13.233     | 164.065 |
| Medalha de ouro   | Zoe Miller         |            | 14.033     |            |            | 164.065 |
| Medalha de ouro   | Elle Mueller       | 11.867     | 13.433     | 13.433     | 12.733     | 164.065 |
| Medalha de prata  | Itália             | 41.833 (2) | 41.400 (2) | 39.367 (2) | 39.667 (1) | 162.267 |
| Medalha de prata  | Angela Andreoli    | 13.433     |            | 10.367     | 12.300     | 162.267 |
| Medalha de prata  | Alice D'Amato      |            | 12.067     |            |            | 162.267 |
| Medalha de prata  | Asia D'Amato       | 14.233     | 13.767     | 13.567     | 13.400     | 162.267 |
| Medalha de prata  | Martina Maggio     | 13.667     | 13.533     | 13.833     | 13.167     | 162.267 |
| Medalha de prata  | Veronica Mandriota | 13.933     |            |            | 13.100     | 162.267 |
| Medalha de prata  | Giorgia Villa      |            | 14.100     | 11.967     |            | 162.267 |
| Medalha de bronze | Canadá             | 38.700 (5) | 38.800 (4) | 37.966 (4) | 36.800 (5) | 152.266 |
| Medalha de bronze | Ellie Black        | 12.000     | 13.033     | 13.133     | 11.500     | 152.266 |
| Medalha de bronze | Laurie Denommée    | 13.000     | 12.467     |            | 12.433     | 152.266 |
| Medalha de bronze | Jenna Lalonde      | 12.567     | 11.167     | 11.933     | 11.900     | 152.266 |
| Medalha de bronze | Cassie Lee         |            |            | 11.067     | 12.467     | 152.266 |
| Medalha de bronze | Ava Stewart        | 13.133     | 13.300     | 12.900     |            | 152.266 |
| 4                 | Roménia            | 39.699 (4) | 37.567 (5) | 37.834 (5) | 37.067 (4) | 152.167 |
| 4                 | Ana Bărbosu        | 12.933     | 13.167     | 12.667     | 10.967     | 152.167 |
| 4                 | Maria Ceplinschi   | 13.733     | 11.667     | 11.900     | 13.000     | 152.167 |
| 4                 | Andreea Preda      | 11.467     | 11.633     | 12.267     | 11.267     | 152.167 |
| 4                 | Silviana Sfiringu  |            |            |            |            | 152.167 |
| 4                 | Ioana Stănciulescu | 13.033     | 12.733     | 12.900     | 12.800     | 152.167 |
| 5                 | Bélgica            | 38.666 (6) | 39.333 (3) | 36.100 (6) | 37.167 (3) | 151.266 |
| 5                 | Maellyse Brassart  | 13.033     | 13.033     | 12.167     |            | 151.266 |
| 5                 | Margaux Dandois    |            |            | 10.900     | 12.667     | 151.266 |
| 5                 | Keziah Langendock  | 12.533     | 11.267     | 10.733     | 12.367     | 151.266 |
| 5                 | Noémie Louon       | 12.833     | 12.733     | 13.033     | 12.133     | 151.266 |
| 5                 | Lisa Vaelen        | 12.800     | 13.567     |            |            | 151.266 |
| 5                 | Zsofi Verleden     |            |            |            | 11.867     | 151.266 |
| 6                 | França             | 40.034 (3) | 35.700 (6) | 38.533 (3) | 36.500 (6) | 150.767 |
| 6                 | Coline Devillard   | 13.900     |            | 12.833     | 12.000     | 150.767 |
| 6                 | Silane Mielle      |            | 12.467     | 11.933     |            | 150.767 |
| 6                 | Morgane Osyssek    | 13.067     | 11.300     | 12.867     | 12.267     | 150.767 |
| 6                 | Celia Sérber       | 12.667     | 11.933     | 12.833     | 10.867     | 150.767 |
| 6                 | Louanne Versaveau  | 13.067     | 10.333     |            | 12.233     | 150.767 |

#### Individual Geral
| Pos. | Ginasta                  |        |        |        |        | Total  |
| ---- | ------------------------ | ------ | ------ | ------ | ------ | ------ |
| 1    | Konnor McClain (USA)     | 14.100 | 13.733 | 13.933 | 13.233 | 54.999 |
| 2    | Asia D'Amato (ITA)       | 14.233 | 13.767 | 13.567 | 13.400 | 54.967 |
| 3    | Martina Maggio (ITA)     | 13.667 | 13.544 | 13.833 | 13.167 | 54.200 |
| 4    | Shilese Jones (USA)      | 14.033 | 14.133 | 13.467 | 12.100 | 53.733 |
| 5    | Veronica Mandriota (ITA) | 13.933 | 12.633 | 13.467 | 13.100 | 53.133 |
| 6    | eMjae Frazier (USA)      | 13.867 | 12.767 | 12.933 | 13.367 | 52.934 |
| 7    | Zoe Miller (USA)         | 13.067 | 14.033 | 12.133 | 12.300 | 51.533 |
| 8    | Elle Mueller (USA)       | 11.867 | 13.433 | 13.433 | 12.733 | 51.466 |
| 8    | Ioana Stănciulescu (ROU) | 13.033 | 12.733 | 12.900 | 12.800 | 51.466 |
| 10   | Manila Esposito (ITA)    | 12.967 | 13.133 | 12.967 | 12.133 | 51.200 |
| 11   | Noémie Louon (BEL)       | 12.833 | 12.733 | 13.033 | 12.133 | 50.732 |
| 12   | Maria Ceplinschi (ROU)   | 13.733 | 11.667 | 11.900 | 13.000 | 50.300 |
| 13   | Laurie Denommée (CAN)    | 13.000 | 12.467 | 12.300 | 12.433 | 50.200 |
| 14   | Ana Bărbosu (ROU)        | 12.933 | 13.167 | 12.667 | 10/967 | 49.734 |
| 15   | Ellie Black (CAN)        | 12.000 | 13.033 | 13.133 | 11.500 | 49.666 |
| 16   | Angela Andreoli (ITA)    | 13.433 | 13.467 | 10.367 | 12.300 | 49.567 |
| 17   | Morgane Osyssek (FRA)    | 13.067 | 11.300 | 12.867 | 12.267 | 49.501 |
| 18   | Maellyse Brassart (BEL)  | 13.033 | 13.033 | 12.167 | 11.133 | 49.366 |
| 19   | Louanne Versaveau (FRA)  | 13.067 | 10.333 | 12.967 | 12.233 | 48.600 |
| 20   | Célia Serber (FRA)       | 12.667 | 11.933 | 12.833 | 10.867 | 48.300 |
| 21   | Jenna Lalonde (CAN)      | 12.567 | 11.167 | 11.933 | 11.900 | 47.567 |
| 22   | Desiree Carofiglio (ITA) | 11.833 | 11.700 | 12.233 | 11.700 | 47.466 |
| 23   | Keziah Langendock (BEL)  | 12.533 | 11.267 | 10.733 | 12.367 | 46.900 |
| 24   | Andreea Preda (ROU)      | 11.467 | 11.633 | 12.267 | 11.267 | 46.634 |
| 25   | Zsofi Verleden (BEL)     | 11.533 | 11.433 | 11.733 | 11.867 | 46.566 |
| 26   | Anna-Lena König (GER)    | 12.367 | 11.600 | 8.667  | 12.200 | 44.834 |

#### Salto
| Pos. | Ginasta                | Salto 1 | Salto 2 | Média  |
| ---- | ---------------------- | ------- | ------- | ------ |
|      | Coline Devillard (FRA) | 14.200  | 13.150  | 13.675 |
|      | Asia D'Amato (ITA)     | 13.650  | 13.650  | 13.650 |
|      | Ellie Black (CAN)      | 13.150  | 13.550  | 13.350 |
| 4    | Angela Andreoli (ITA)  | 13.450  | 12.650  | 13.050 |
| 5    | Laurie Denommée (CAN)  | 12.950  | 12.800  | 12.875 |

#### Barras Assimétricas
| Pos. | Ginasta                 | Nota D | Nota E | Pen. | Total  |
| ---- | ----------------------- | ------ | ------ | ---- | ------ |
|      | Zoe Miller (USA)        | 6.5    | 7.950  |      | 14.450 |
|      | Shilese Jones (USA)     | 5.9    | 8.400  |      | 14.300 |
|      | Giorgia Villa (ITA)     | 5.8    | 8.300  |      | 14.100 |
| 4    | Lisa Vaelen (BEL)       | 5.5    | 8.350  |      | 13.850 |
| 5    | Ava Stewart (CAN)       | 5.8    | 7.900  |      | 13.700 |
| 6    | Asia D'Amato (ITA)      | 5.8    | 7.500  |      | 13.300 |
| 7    | Maellyse Brassart (BEL) | 5.1    | 8.050  |      | 13.150 |
| 8    | Ana Bărbosu (ROU)       | 5.9    | 6.650  |      | 12.550 |

#### Balance Beam
| Pos. | Ginasta                  | Nota D | Nota E | Pen. | Total  |
| ---- | ------------------------ | ------ | ------ | ---- | ------ |
|      | Konnor McClain (USA)     | 6.1    | 7.750  |      | 13.850 |
|      | Martina Maggio (ITA)     | 5.6    | 8.200  |      | 13.800 |
|      | Shilese Jones (USA)      | 5.5    | 8.050  |      | 13.550 |
| 4    | Ioana Stănciulescu (ROU) | 5.4    | 7.700  |      | 13.100 |
| 5    | Asia D'Amato (ITA)       | 5.4    | 7.650  |      | 13.050 |
| 6    | Ellie Black (CAN)        | 4.9    | 7.700  |      | 12.600 |
| 7    | Louanne Versaveau (FRA)  | 4.6    | 7.200  |      | 11.800 |
| 8    | Noémie Louon (BEL)       | 3.7    | 6.400  |      | 10.100 |

#### Floor Exercise
| Pos. | Ginasta                  | Nota D | Nota E | Pen. | Total  |
| ---- | ------------------------ | ------ | ------ | ---- | ------ |
|      | Konnor McClain (USA)     | 5.7    | 8.200  |      | 13.900 |
|      | eMjae Frazier (USA)      | 5.8    | 8.050  |      | 13.850 |
|      | Ioana Stănciulescu (ROU) | 5.4    | 7.750  |      | 13.150 |
| 4    | Maria Ceplinschi (ROU)   | 5.2    | 7.750  |      | 12.950 |
| 5    | Margaux Dandois (BEL)    | 5.0    | 7.850  |      | 12.850 |
| 6    | Laurie Denommée (CAN)    | 5.0    | 7.600  |      | 12.600 |
| 7    | Cassie Lee (CAN)         | 5.0    | 7.550  |      | 12.550 |
| 8    | Veronica Mandriota (ITA) | 5.3    | 7.050  | 0.3  | 12.050 |

## Participantes
As seguintes federações enviarão equipes:
- Bélgica
Equipe sênior: Maellyse Brassart, Margaux Dandois, Keziah Langendock, Noemie Louon, Lisa Vaelen, Jutta Verkest
Equipe júnior: Chloe Baert, Nell Bogaert, Eva Brunysels, Aberdeen O'Driscoll, Erika Pinxten, Axelle Vanden Berghe
- Canadá [2]
Equipe sênior: Ellie Black, Jenna Lalonde, Cassie Lee, Ava Stewart, Rose Woo
Equipe júnior: Creistella Brunetti-Burns, Victoriane Charron, Tegan Shaver
- França
Equipe sênior: Coline Devillard, Silane Mielle, Morgane Osyssek, Célia Serber, Louane Versaveau
Equipe júnior: Audrey Cozzi, Ambre Frotté, Ming Gheradi Van Eijken, Léna Khenoun, Lilou Viallat
- Alemanha
- Itália
Equipe sênior: Angela Andreoli, Asia D'Amato, Manila Esposito, Martina Maggio, Veronica Mandriota, Giorgia Villa
Equipe júnior: Giulia Antoniotti, Chiara Barzasi, Arianna Belardelli, Alessia Guicciardi, Juli Marano, Viola Pierazzini
- Roménia
Equipe sênior: Ana Bărbosu, Maria Ceplinschi, Bianca Dorobantu, Andreea Preda, Silviana Sfiringu, Ioana Stănciulescu
Equipe júnior: Amalia Ghigoarta, Ella Opprea, Amalia Puflea, Teodora Stoian, Crina Tudor, Sabrina Voinea
- Estados Unidos [3]
Equipe sênior: eMjae Frazier, Shilese Jones, Konnor McClain, Zoe Miller, Elle Mueller, Ashlee Sullivan
Equipe júnior: Madray Johnson, Myli Lew, Zoey Molomo, Ella Murphy, Tiana Sumanasekera, Gabby Van Frayen